# Рух Дослідників Біблії

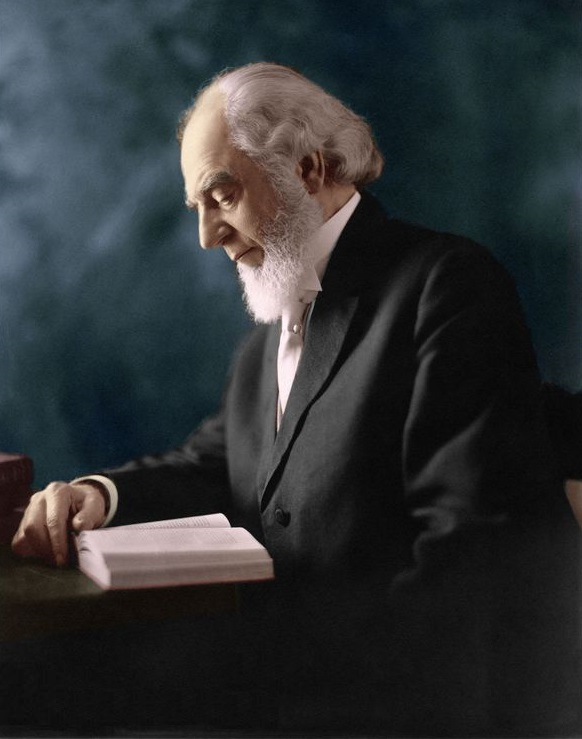
Чарльз Тейз Расселл (1852—1916)

«Рух Дослі́дників Бі́блії» — це сукупна назва кількох християнських груп та організацій, які ведуть походження з Міжнародного Товариства Дослідників Біблії. Частина з них донині Дослідники, а частина під керівництвом Рутерфорда стали свідками Єгови в 1931 році.

## Погляди Дослідників Біблії
Вічні Муки: Не вірять у вічні муки, вважаючи їх середньовічними помилками, призначеними для залякування мас та притягнення в ряди своїх визнавців. Справжня кара за гріхи — це смерть.
Трійця: Не визнають Трійці, вважаючи її не біблійним, а поганським вченням, впровадженим в християнство на Нікейському Соборі у 325 році.
Бог: Творець всього, що є у світі, окрім Себе.
Христос: Божий Син. Існував як Логос (Слово) до того, як став людиною. Потім народився як досконала Людина, а не Богочоловік. Потім дійсно помер і три дні був у стані смерті. Воскрес. Одержав Божественну природу, безсмертя. Завжди був, є і буде підкорений Богові як Його послушний Син.
Святий Дух: Божа сила, вплив, характер, а не істота.
Велика Громада: теж духовний клас, що складається з тих, хто відпав від 144 000, але потім очистилися, будуть на небі, але нижче від Церкви.
Тисячоліття: Час призначений на реституцію (повернення) людини до стану досконалості, кожного, хто захоче скористатися після того, як почнуть воскресати померлі.
Зібрання: зустріч усіх вісників збору для навчання, спільної молитви і спілкування.
Антихрист: папська система, що почала діяти від 6 століття.
1 смерть: смерть Адамова, викуп Христа дав гарантію кожній людині повернутися у воскресінні зі стану смерті.
2 смерть: вічна смерть як кара за гріх.
загробне життя: не вірять — померлі є в стані несвідомості.

## Історія

### Міжнародне Товариство Дослідників Біблії
Міжнародне Товариство Дослідників Біблії виникло в 1870-ті роки на території США. Його засновником був всесвітньо відомий проповідник Пастор Рассел (Чарльз Тейз Рассел).
Чарльз Рассел, не знайшовши жодного християнського віросповідання, яке б переконувало його у своїй правдивості в поясненні Біблії, звернувся в поганські релігії, щоб знайти істину. Але згодом опинився в пустелі, розчарувавшись ще більше, він все ж повернувся до християнства. Найбільше його турбував погляд про вічні муки для переважної більшості людства, з яким він ніяк не міг погодитися. Але вирішив прийняти ту частину Біблії, що не суперечить досконалому характеру Бога — Силі, Мудрості, Справедливості та Любові. Так поступово, просуваючись у глиб Біблії, він повернув віру в неї, як натхнену від Бога.
Оскільки він не знайшов жодної церкви, що відповідала б його вірі, він вирішив створити групу для дослідження Біблії при конгрегаційній церкві (членом якої він був). Ця група спочатку була нечисельна, однак за більш 40 років його діяльності, через неї пройшло близько мільйона людей. Були часи, що одночасно зібрання Дослідників Біблії відвідували від 200 000 до 500 000 (про це Рассел пише в Книзі Питань і Відповідей).
Нова релігійна група, Дослідники Біблії, припинила збори грошей на богослужіннях, завжди писалося «Вхід Вільний», що притягувало багато людей.
Діяло це Товариство суто завдяки добровільним пожертвуванням. Ніколи не робилися наголоси на потребу здавати гроші.
Як засіб для провадження діяльності цього релігійного руху були створені додаткові Корпорації, серед яких було і Товариство Вартової Башти, Біблії та Брошур, ціллю якого було ефективне використання коштів Товариства для випуску Журналу «Вартова Башта» та іншої релігійної праці. Автором або редактором усіх статей був сам Рассел.

### Розділення
Рух Дослідників Біблії не був новою церквою, сектою чи деномінацією, це був християнський рух, що вже після смерті Рассела був розділений на близько 60 груп, в результаті чого повстали релігійні організації, найбільшою з яких була Організація Свідків Єгови. 
За Рутерфордом пішло приблизно 75 %. В результаті зміни статуту Товариства, методів діяльності, методів управління та перетворення цього руху на Організацію багато людей відійшло. Вони й створили нові окремі групи Дослідників Біблії. 
В 1931 році ті, хто залишились з Рутерфордом прийняли для себе нову назву — Свідки Єгови, вони розірвали всі стосунки з групами, що відділилися, і уникають контактів та дискусій з ними (точніше з тими, хто бувши Свідком Єгови, вирішив пізніше приєднатися до однієї з цих груп — в термінології Свідків вони названі «відступниками»).

## Дослідники Біблії у теперішній час

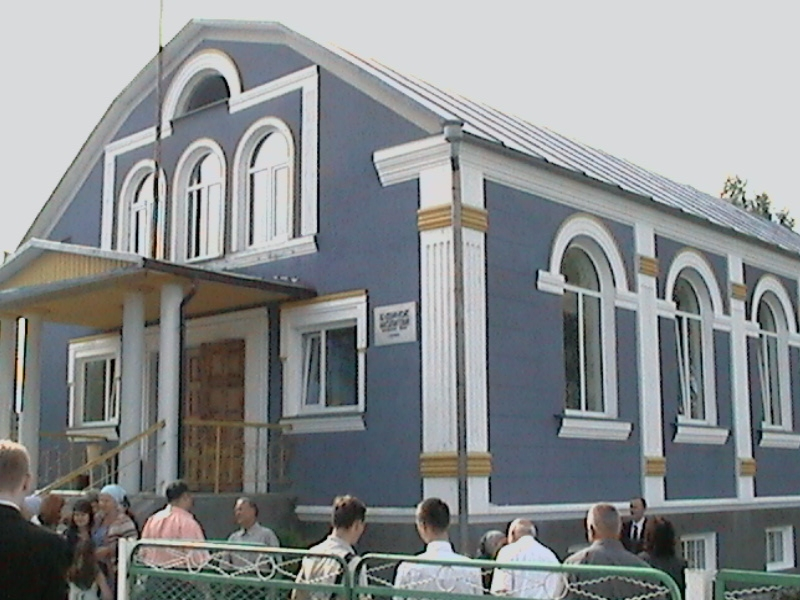
Дім молитви Дослідників Біблії (Світський Місійний Рух "Епіфанія") в селі Орлівка

Дослідники Біблії сьогодні видають різні періодичні видання, відкривають сайти, перекладають літературу Рассела на українську, польську та російську мови. Поки що більше літератури було перекладено саме українською та польською, у зв'язку з тим, що в Україні та Польщі є значно більше визнавців поглядів засновника Товариства Дослідників Біблії — Чарльза Рассела.
Зібрання Дослідників Біблії побудовані по демократичному виборному принципу. Старші та диякони обираються щороку лише на один рік. Наприкінці року нові вибори відкритим голосуванням (50+1 або 75 %). Зібрання не мають пресвітера, пастора чи керівника. Зібрання — це єдиний господар у зборі.

#### Конвенції
Щорічно в Україні, Польщі, а також в Литві Німеччині та Франції проводяться міжнародні трьохденні конвенції Дослідників Біблії, на які приїздять гості з різних куточків України, з Росії, Молдови, Польщі та інших країн світу. В Україні конвенції завжди проводять влітку: в кінці червня, в селі Орлівка та в серпні, в Львові. 

#### Основні групи сучасних Дослідників Біблії
- Світський Місійний Рух "Епіфанія", що діє й досі у всьому світі.

Найбільші групи руху «Епіфанія» знаходяться в Польщі, США, Канаді.
Є також збори у Росії, Молдові, Литві, Чехії, Німеччині, Англії, Франції, Бразилії.
В Україні діє 11 зборів та груп, найбільший з яких знаходиться в селі Орлівка (Березнівський район) Рівненської області. Крім того, є й інші збори у Львові, Рівненщині, Тернопільщині, Чернівцях, на Волині та Луганщині.
Слово «Світський» означає незалежний, нецерковний, що не залежить ні від кого.
СМР «Епіфанія» продовжує захищати і поширювати погляди, що їх проповідували Дослідники Біблії ще за часів Рассела, вважаючи Рассела «Тим Рабом» з 24 розділу Єв. Матвія, 45 вірш.
СМР «Епіфанія» був заснований у 1920 році після розколу між Дослідниками Біблії в 1917—1918 роках. Його засновником став Пол С.Джонсон, один з пілігримів (роз'їзних проповідників) та близький соратник Пастора Рассела. 
Рух не керує зібраннями, бо кожне є незалежним, але, так само як і Товариство Вартової Башти за часів Рассела, він був створений для організування праці проповідування за допомогою журналів (Тепер уже Теперішня Правда і Біблійний Прапор) та проповідників (пілігримів та євангелістів). 
- Товариство Вільних Дослідників Біблії[en]. Повстало також в ті часи. Спочатку мало назву Пасторський Біблійний Інститут[pl] (ПБІ), але в результаті чисельних поділів та розколів, найбільшою групою стала саме ця, Вільні Дослідники Біблії.

- Група «Зоріння». Один з відламів ПБІ. Вона діє здебільшого в Канаді та США, де є багато представників української діаспори. Саме вони видали 6 томів[en] Рассела українською та 1 том російською і безплатно висилають ще досі в Україну.

Ці три групи в Україні та СНД часто контактують між собою, дискутують, добре знають в більшості один одного, оскільки є порівняно не численні.  
Є ще інші групи Дослідників Біблії на території Молдови, Польщі, Скандинавії, США. Але з 60 груп залишилося небагато, або ж деякі з них нечисельні або локальні.